# Европско првенство у атлетици у дворани 2021 — 3.000 метара за жене
Такмичење у трчању на 3.000 метара у женској конкуренцији на 36. Европском првенству у дворани 2021. у Торуњу одржано је 4. и 5. марта у Арена Торуњ.
Титулу освојену у Глазгову 2019. није бранила Лора Мјур из Уједињеног Краљевства.

## Земље учеснице
Учествовале су 25 такмичарки из 15 земаља.
| 1. Данска (1) 2. Израел (1) 3. Ирска (1) 4. Италија (2) 5. Мађарска (1) | 1. Немачка (2) 2. Португалија (1) 3. Румунија (1) 4. Словенија (2) 5. Уједињено Краљевство (3) | 1. Украјина (1) 2. Француска (1) 3. Холандија (2) 4. Шведска (3) 5. Шпанија (3) |

## Рекорди
Списак рекорда у трци на 3.000 метара пре почетка европског првенства 4. марта 2021. године:
| Рекорди пре почетка Европског првенства 2021. | Рекорди пре почетка Европског првенства 2021. | Рекорди пре почетка Европског првенства 2021. | Рекорди пре почетка Европског првенства 2021. | Рекорди пре почетка Европског првенства 2021. | Рекорди пре почетка Европског првенства 2021. |
| --------------------------------------------- | --------------------------------------------- | --------------------------------------------- | --------------------------------------------- | --------------------------------------------- | --------------------------------------------- |
| Светски рекорд                                | Гензебе Дибаба                                | Етиопија                                      | 8:16,60                                       | Стокхолм, Шведска                             | 8. фебруар 2014.                              |
| Европски рекорд                               | Лора Мјур                                     | Велика Британија                              | 8:26,41                                       | Карлсруе, Немачка                             | 4. фебруар 2017.                              |
| Рекорди европских првенстава                  | Лора Мјур                                     | Велика Британија                              | 8:30,61                                       | Глазгов, Уједињено Краљевство                 | 1. март 2019.                                 |
| Најбољи светски резултат сезоне у дворани     | Гудаф Цегај                                   | Етиопија                                      | 8:22,65                                       | Мадрид, Шпанија                               | 24. фебруар 2021.                             |
| Најбољи европски резултат сезоне у дворани '  | Сифан Хасан                                   | Холандија                                     | 8:33,62                                       | Лијевен, Француска                            | 9. фебруар 2021.                              |

## Најбољи европски резултати у 2021. години
Десет најбољих европских такмичарки у трци на 3.000 метара у дворани 2021. године пре почетка првенства (4. марта 2021), имале су следећи пласман на европској и светској ранг листи. (СРЛ),
| 1.  | Сифан Хасан           | Холандија        | 8:33,62 | 16. фебруар | 4. СРЛ  |
| 2.  | Мелиса Кортни-Брајант | Велика Британија | 8:42,41 | 29. јануар  | 10. СРЛ |
| 3.  | Светлана Аплачкина    | Русија           | 8:45,66 | 15. фебруар | 12. СРЛ |
| 4.  | Јелена Коропкина      | Русија           | 8:46,03 | 15. фебруар | 13. СРЛ |
| 5.  | Маруша Мишмаш Зримшек | Словенија        | 8:48,82 | 29. јануар  | 15. СРЛ |
| 6.  | Морин Костер          | Холандија        | 8:49,63 | 8. фебруар  | 16. СРЛ |
| 7.  | Верити Окенден        | Велика Британија | 8:51,63 | 13. фебруар | 18. СРЛ |
| 8.  | Јип Вастенбург        | Холандија        | 8:52,76 | 29. јануар  | 20. СРЛ |
| 9.  | Алис Финот            | Француска        | 8:53,00 | 9. фебруар  | 21. СРЛ |
| 10. | Ејми-Елоиз Марковц    | Велика Британија | 8:54,11 | 13. фебруар | 23. СРЛ |

Такмичарке чија су имена подебљана учествовале су на ЕП.

## Сатница
| Датум         | Време | Ниво          |
| ------------- | ----- | ------------- |
| 4. март 2021. | 19:30 | Квалификације |
| 5. март 2021. | 21:00 | Финале        |

## Квалификациона норма
| дворана | отворено |
| ------- | -------- |
| 9:10,00 | 8:53,50  |

## Освајачи медаља
| Освајачи медаља    |            |                |  |  |  |  |
|                    |            |                |  |  |  |  |
|                    |            |                |  |  |  |  |
|                    |            |                |  |  |  |  |
| Ејми-Елоиз Марковц | Алис Финот | Верити Окенден |  |  |  |  |
| У.Краљевство       | Француска  | У.Краљевство   |  |  |  |  |

## Резултати

### Квалификације
Такмичење је одржано 4. марта 2021. године. Такмичарке су биле подељене у две групе. Пласман у финале избориле су по 4 најбрже атлетичарке из сваке групе (КВ) и 4 атлетичарке са најбољим резултатом (кв).,,
Почетак такмичења: група 1 у 19:30, група 2 у 19:43.
| Пласман | Група | Атлетичарка             | Земља                | ЛР      | ЛРС     | Резултат | Белешка |
| ------- | ----- | ----------------------- | -------------------- | ------- | ------- | -------- | ------- |
| 1.      | 2     | Верити Окенден          | Уједињено Краљевство | 8:51,63 | 8:51,63 | 8:52,60  | КВ      |
| 2.      | 2     | Амелија Кверк           | Уједињено Краљевство | 8:58,57 | 8:58,57 | 8:53,21  | КВ, ЛР  |
| 3.      | 2     | Викторија Вагнер-Ђуркес | Мађарска             | 8:55,45 | 8:55,45 | 8:55,72  | КВ      |
| 4.      | 1     | Ејми-Елоиз Марковц      | Уједињено Краљевство | 8:54,11 | 8:54,11 | 8:56,26  | КВ      |
| 5.      | 1     | Елена Буркард           | Немачка              | 8:59,02 | 8:59,02 | 8:56,56  | КВ, ЛР  |
| 6.      | 2     | Лусија Родригез         | Шпанија              | 9:04,31 | 9:04,31 | 8:56,71  | КВ, ЛР  |
| 7.      | 1     | Мераф Бахта             | Шведска              | 8:42,46 | 9:08,56 | 8:56,85  | КВ, ЛРС |
| 8.      | 1     | Морин Костер            | Холандија            | 8:44,63 | 8:49,63 | 8:56,91  | КВ      |
| 9.      | 1     | Селамавит Дагначев      | Израел               | 8:48,85 | 8:48,85 | 8:57,26  | кв      |
| 10.     | 1     | Алис Финот              | Француска            | 8:53,00 | 8:53,00 | 8:57,28  | кв      |
| 11.     | 2     | Наталија Стребкова      | Украјина             | 9:08,09 | 9:08,09 | 8:59,15  | кв, ЛР  |
| 12.     | 2     | Маријана Машадо         | Португалија          | 9:02,56 | 9:09,09 | 8:59,39  | кв, ЛР  |
| 13.     | 1     | Алберте Кјер Педерсен   | Данска               | 9:07,28 | 9:07,28 | 9:00,80  | НР, ЛР  |
| 14.     | 1     | Марта Гарсија           | Шпанија              | 9:02,93 | 9:02,93 | 9:02,00  | ЛР      |
| 15.     | 2     | Леа Мајер               | Немачка              | 9:00,05 | 9:00,05 | 9:05,13  |         |
| 16.     | 1     | Мишел Фин               | Ирска                | 9:02,34 | 9:02,34 | 9:05,44  |         |
| 17.     | 2     | Лин Нилсон              | Шведска              | 8:58,31 | 9:07,47 | 9:06,55  | ЛРС     |
| 18.     | 1     | Клара Лукан             | Словенија            | 8:58,73 | 8:58,73 | 9:06,82  |         |
| 19.     | 2     | Бланка Фернандез        | Шпанија              | 9:04,31 | 9:04,31 | 9:11,06  |         |
| 20.     | 1     | Лудовика Кавали         | Италија              | 9:05,95 | 9:05,95 | 9:14,85  |         |
| 21.     | 1     | Самравит Менгстеаб      | Шведска              | 9:06,66 | 9:06,66 | 9:15,10  |         |
| 22.     | 2     | Ђулија Априле           | Италија              | 9:09,26 | 9:09,26 | 9:17,66  |         |
|         | 2     | Роксана Ротару          | Румунија             | 9:02,35 | 9:10,26 | НЗ       |         |
|         | 2     | Маруша Мишмаш Зримшек   | Словенија            | 8:48,82 | 8:48,82 | Диск.    |         |
|         | 2     | Јип Вастенбург          | Холандија            | 8:52,76 | 8:52,76 | Диск.    |         |

Подебљани лични рекорди су и национални рекорди земље коју такмичарка представља

### Финале
Такмичење је одржано 5. марта 2021. године у 21:00 .  
| Пласман | Атлетичарка             | Земља                | Резултат | Белешка |
| ------- | ----------------------- | -------------------- | -------- | ------- |
|         | Ејми-Елоиз Марковц      | Уједињено Краљевство | 8:46,43  | ЛР      |
|         | Алис Финот              | Француска            | 8:46,54  | ЛР      |
|         | Верити Окенден          | Уједињено Краљевство | 8:46,60  | ЛР      |
| 4.      | Мераф Бахта             | Шведска              | 8:48,78  | ЛРС     |
| 5.      | Амелија Кверк           | Уједињено Краљевство | 8:48,82  | ЛР      |
| 6.      | Селамавит Дагначев      | Израел               | 8:49,13  |         |
| 7.      | Елена Буркард           | Немачка              | 8:51,09  | ЛР      |
| 8.      | Лусија Родригез         | Шпанија              | 8:53,90  | ЛР      |
| 9.      | Наталија Стребкова      | Украјина             | 8:54,18  | ЛР      |
| 10.     | Викторија Вагнер-Ђуркес | Мађарска             | 9:02,81  |         |
| 11.     | Маријана Машадо         | Португалија          | 9:19,61  |         |
|         | Морин Костер            | Холандија            | НЗ       |         |